# Dindica para
Dindica para là một loài bướm đêm trong họ Geometridae.là một trong những loài bướm quý hiếm nhất thế giới